# Basilica di Santa Maria della Natività e San Ciro
La basilica di Santa Maria della Natività e San Ciro è una chiesa di Portici, nella città metropolitana di Napoli.

## Storia

### Dalla ricostruzione della chiesa distrutta al primo completamento (1631-1665)
La chiesa originaria, distrutta dalla violenta eruzione del Vesuvio del 1631, rappresentava un punto di riferimento per la comunità di Portici. In seguito a questo tragico evento, l’Università di Portici decise di costruire una nuova chiesa su un terreno già in suo possesso, noto come "lo Petruso". La denominazione potrebbe far pensare che nel sito in precedenza vi fosse un'antica cava di pietra vulcanica. Gli atti di acquisto e di apprezzo del suolo furono rogati dal Notaio Lorenzo de Acampora l'11 dicembre del 1605 e il 22 gennaio 1606, l'Università pagò al proprietario Giuseppe Cepollaro la somma di 250 ducati.
I lavori, iniziati nella primavera del 1632 sotto la guida dei "capomastri fabbricatori" Francesco Antonio Gisolfo di Napoli e Giovanni Battista Conte di Portici, durarono circa dieci anni, nei quali "si dimostrarono impegnatissimi tutti i cittadini, chi con danari, chi con oro, chi con argento e chi con le loro corporali fatiche." Nell'atto di fondazione i porticesi, per mantenere lo "Jus Patronato", si erano impegnati a spendere trecento Ducati l'anno. Inoltre nel 1636 l'Università di Portici aveva fatto domanda al viceré, e aveva ottenuto il regio assenso, a erigere una dogana per esercitare l'ottenuto diritto di prelazione di una branca di ogni sacco di commestibili ed investirne il ricavato per la costruzione e l'arredo della chiesa.
La nuova chiesa, inaugurata il 9 maggio 1642, era costituita da una navata centrale impostata su pianta rettangolare (i cui vertici sono ancora oggi individuabili nei quattro doppi pilastri) e si sviluppava su tre campate ottenute con due file di pilastri semplici ed archi traversi. Le navate laterali accompagnavano in sottordine questa situazione con una predisposizione a sei cappelle. Per quanto riguarda gli arredi vi fu subito sistemato un bel fonte battesimale, realizzato in marmo fino bianco, sul quale venne scolpita a basso rilievo, fra fogliame ed uccelli, l'aquila con la sigla Q.P.A.

### Le aggiunte fino alla configurazione definitiva (1666-1852)
Nel 1666 fu posta, dietro l'altare in legno intagliato, la pala dipinta da Luca Giordano raffigurante la Natività di Maria Vergine.
Nel 1739 i porticesi sentirono la necessità di adeguare la loro chiesa alle nuove realtà del Casale che con l'elevazione a "Real Villa di Portici" era divenuta meta e dimora ogni giorno di nobili, cortigiani, ambasciatori e numerosi forestieri. L'incarico di abbellire ed ampliare la chiesa fu affidato all'ingegnere Domenico Antonio Vaccaro (Napoli 1678 - 1745) il quale progettò la realizzazione di due corpi di fabbrica: uno posteriore comprendente l'arco di trionfo e la cupola, che non c'era, ed uno laterale per la nuova sagrestia. I lavori effettuati tutti a spese dell'Università, furono iniziati nel 1740 e riguardarono contemporaneamente quasi tutta la chiesa "...la Nave Maggiore, have di lunghezza, includendoci anche la fabbrica nuova (la di cui costruttura ebbe principio nell'anno 1740) palmi 94; la sua larghezza è di palmi 32; e l'altezza è di palmi 58 (...) Detta nave tanto cò suoi pilastri, quanto con tutta la lamia è magnificamente posta in stucco alla moderna cò il disegno del Sigr. Ingegniero Don Dom. Vaccari; la scolatura di detto stucco è stata fatta da Giuseppe Marra, e l'intaglio da Giuseppe Moschetta, e Pietro detto il Milanese (...) dietro l'altare maggiore vi è la cupola, ma rustica, il di cui diametro è di palmi 24 in circa; nel lato sinistro e destro di detta cupola vi è un arco di palmi 22 in circa ed un vacante, quali però hanno da essere buttati a terra per fare detta Chiesa a Croce " .
Altri lavori di ampliamento ed abbellimento furono intrapresi nel 1758, allungando le navate verso le odierne tre porte poste sulla piazza (a danno della bella scalinata esterna), iniziando la costruzione della tribuna per l'orchestra, realizzando un bel pulpito di marmo, ed affiancando alla facciata, che doveva essere in stile bizantino, due campanili che furono portati a termine nel 1767. Data la diffusione del culto per San Ciro a Portici in seguito ad una spaventosa carestia e pestilenza (1763) per cui la popolazione, dopo aver raccolto i voti, si prodigò presso papa Pio VI affinché il Santo fosse stato dichiarato Patrono principale di Portici (richiesta concessa nel 1776), nel campanile sinistro venne collocata la macchina dell'orologio che dal 1630 si trovava nella torre della chiesa semidistrutta dall'eruzione e sul campanile destro invece vi fu dipinta una meridiana (1765). Alla fine dei lavori la chiesa all'interno si presentava con tre svelte ed eleganti navate, tra due file di colonne ad archi, ricche di festoni a stucco. Complessivamente si erano stabiliti sette altari, tutti realizzati con preziosi marmi policromi. Tra essi rifulgeva quello maggiore ornato lateralmente da due stupendi putti in "cornu epistulae" di marmo fino bianco; dietro quest'ultimo fu nuovamente sistemata la pala del Giordano. La cupola, posta alla fine della nave maggiore e dotata di otto finestroni, donava nuova luce a tutta l'area del presbiterio.

### I restauri trasformisti (1853-2017)
La chiesa fu rifatta per ordine sovrano dall'aprile del 1853 all'aprile del 1858. Responsabile dell'andamento dei lavori l'ingegnere Stefano Coscia con la supervisione del Comm. Francesco Del Giudice e del sindaco Fortunato Grimaldi, essendo la chiesa di "jus patronato". I numerosi restauri cancellarono l'originaria decorazione del Vaccaro sostituendola con stucchi più moderni che procurarono così un notevole danno artistico. Fu rinnovato il pavimento, la zoccolatura, e numerosi marmi per una spesa totale di Ducati 17.139. La chiesa fu benedetta nuovamente il 16 maggio del 1858 dal Cardinale Sisto Riario Sforza.
Con i lavori di restauro e decorazione esterna ed interna di tutta la basilica, effettuati tra il 1923 ed il 1928 con l'intervento dell'ingegnere Gaetano Cappa, la chiesa subì un'ulteriore trasformazione. La nuova decorazione interna, che è quella che possiamo osservare ancora oggi, non ha particolare valore artistico. Il grave errore fatto nel 1858 invece si ripeté per la facciata, poiché all'epoca si volle fare assumere all'edificio l'aspetto del "tempio" ed il bel prospetto vaccariano fu totalmente deturpato con l'applicazione di: tre altorilievi ritraenti scene bibliche di cui uno occupò completamente il timpano triangolare posto sulla sommità dell'edificio; timpani e modanature sui portali d'ingresso; 4 angeli; due colonne ioniche poste ai lati del portale centrale; zoccolature in marmo; una coppia di leoni bronzei posti sulla sommità della scalinata, uno per lato.
Nella trasformazione esterna avvenuta nel 1972, si diede luogo all'abbattimento delle celle campanarie. Queste due strutture sono state ricostruite nel 1997, anno che ha visto anche il rifacimento totale della facciata con la scomparsa degli altorilievi dal timpano triangolare e della meridiana dal campanile destro sostituita da un secondo orologio.
Con l'ultimo restauro della facciata, completato il 5 maggio del 2012, sul campanile destro è stata ridipinta la meridiana. La statua di San Ciro, opera di Ferdinando Sperandeo, fu sistemata nella cappella ubicata in fondo alla navata destra.

## Descrizione
La chiesa affaccia su piazza San Ciro ed è caratterizzata da una facciata in stile bizantino ed è affiancata da due torri campanarie oggi entrambe dotate di orologio. I leoni bronzei e tutte le sculture e i rilievi marmorei sono opera del porticese Ettore Sannino..
L'interno è a tre navate. Sull'altare maggiore spicca la Natività di Maria di Luca Giordano; nel secondo altare a destra si trova la Concezione, di Giuseppe Bonito e nella cappella a sinistra dell'altare maggiore la statua di San Ciro di Ferdinando Sperandeo. Altri lavori di Giordano e Bonito sono esposti nella sagrestia.